# San Cristóbal Lachirioag
San Cristóbal Lachirioag är en kommun i Mexiko.   Den ligger i delstaten Oaxaca, i den sydöstra delen av landet, 400 km sydost om huvudstaden Mexico City.